# 景县
景县在中国河北省东南部，是衡水市下辖的一个县，邻接山东省。縣人民政府駐景州鎮景安大街。

## 地理
景县位于河北省东南部，南与山东省德州市毗邻，东与沧州市接壤。
年均温12.5℃，年均降水量550毫米。

## 行政区划
景县下辖11个镇、5个乡：
景州镇、龙华镇、广川镇、王瞳镇、洚河流镇、安陵镇、杜桥镇、王谦寺镇、北留智镇、留智庙镇、梁集镇、温城镇、青兰镇、刘集乡、连镇乡和后留名府乡。

## 人口
根據第七次人口普查數據，截至2020年11月1日零時，景縣常住人口為463949人。

## 交通
- 铁路：石济客运专线景州站
- 公路：  339国道过境。

## 经济
有丰富的小麦、玉米等农业资源；改革开放以来，景县借紧靠山东省德州市之优势，创新实干，跨越发展，成为衡水东部县市对外开放的“窗口”。
景县大力实施“以工强县、开放兴县、特色立县”三大主体战略，已形成橡塑制品、机械制造、铁塔钢构、汽车零部件四大特色产业，经济迅猛发展，正在不断向全省经济强县行列迈进。景县还出台了《景县鼓励外商投资的若干优惠政策》、《景县投资指南》等优惠政策文件，不断改善投资软环境，加强硬件设施建设，以开放的姿态迎接着八方客商前来投资兴业，推动景县经济社会更快、更好发展。

## 文化
- 东临历史上的京杭大运河（现已干涸），乾隆皇帝下江南路过景州，还在舍利塔上有题字。
- 清代後期，清军大破北伐的太平军于景县连镇鄉，如今连镇一帶民风较其他地方彪悍。

## 旅游资源
景州舍利塔（建于北魏）是国家重点保护文物，无梁殿（已毁于文革中），周亚夫墓，封氏墓群，高氏墓群。